# Элодея
Элоде́я, или водяная чума, или водяная зараза (лат. Elodea, нем. Wasserpest) — род многолетних водных трав семейства Водокрасовые.
Родина — Северная Америка.

## Ботаническое описание

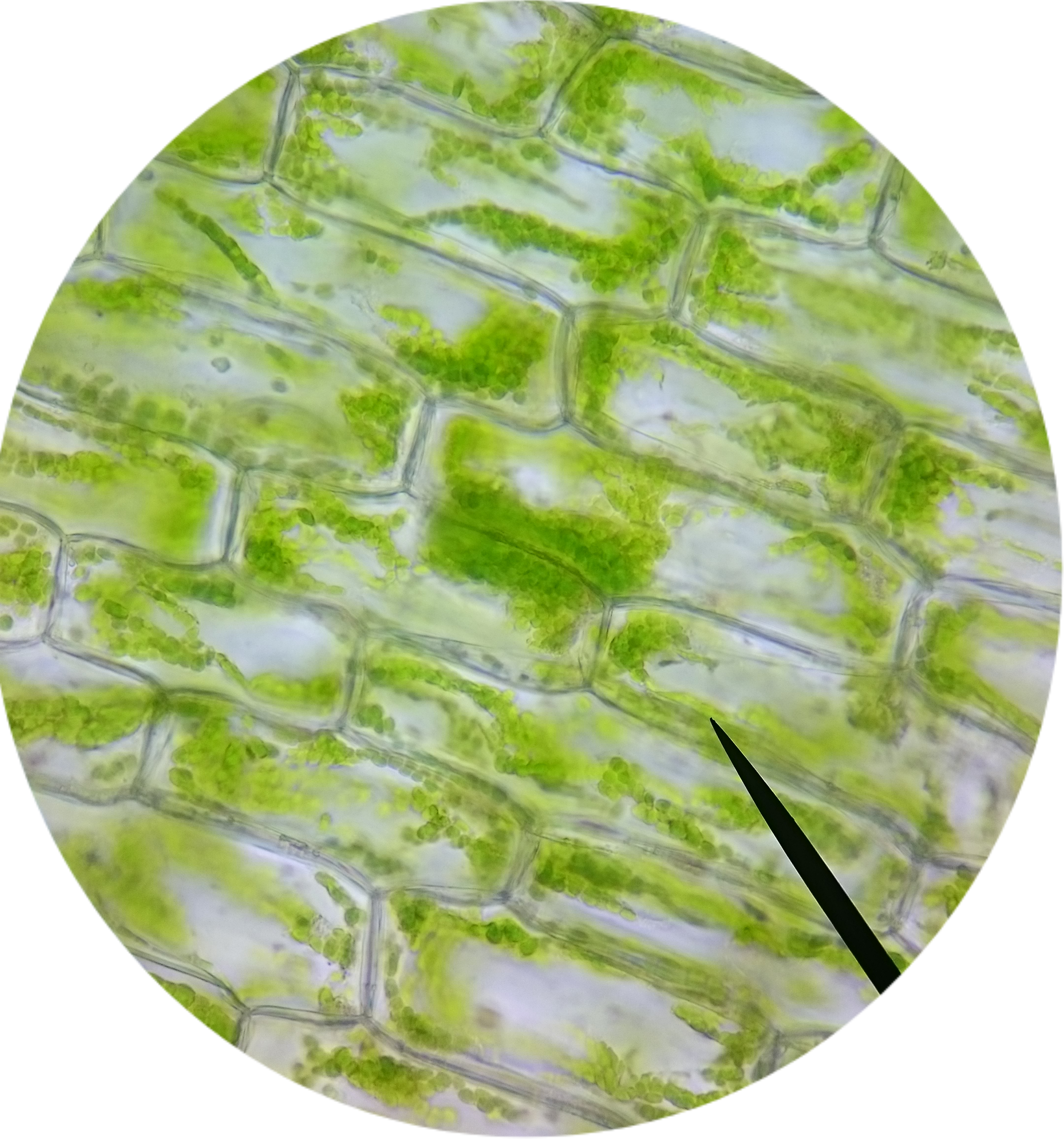
Клетки листа элодеи наблюдали с помощью светового микроскопа, объектива с 40-кратным увеличением и окуляра с 16-кратным увеличением. Общее увеличение: 640.

Пускает длинные, сильно разветвлённые стебли, растущие чрезвычайно быстро и достигающие нередко длины более двух метров.
Листья небольшие, ланцетные, в мутовках по 3—4 на тонком длинном стебле.
Цветки многобрачные: обоеполые, мужские и женские.

## Значение и применение
Элодея канадская в XIX веке была занесена в Европу (впервые появилась в 1836 году в Ирландии), где быстро и широко расселилась (отсюда название «водяная чума»). Под Петербургом она появилась в 1882 году и распространилась на восток до озера Байкал. Заросли элодеи препятствуют судоходству и рыболовству. Зелёная масса элодеи пригодна на корм скоту и как удобрение. Используется в аквариумах как декоративное растение.

## Классификация

### Таксономия
Род Элодея входит в подсемейство Anacharidoideae семейства Водокрасовые (Hydrocharitaceae) порядка Частухоцветные (Alismatales).
|  |                                      |  |                                                             |                                                             |                        |  | ещё 13 семейств (согласно Системе APG II) | ещё 13 семейств (согласно Системе APG II)    |                                              |  |         |  | ещё 6 родов | ещё 6 родов |  |
|  |                                      |  |                                                             |                                                             |                        |  | ещё 13 семейств (согласно Системе APG II) | ещё 13 семейств (согласно Системе APG II)    |                                              |  |         |  | ещё 6 родов | ещё 6 родов |  |
|  |                                      |  |                                                             | порядок Частухоцветные                                      |                        |  |                                           |                                              | подсемейство Anacharidoideae                 |  |         |  |             |             |  |
|  |                                      |  |                                                             | порядок Частухоцветные                                      |                        |  |                                           |                                              | подсемейство Anacharidoideae                 |  | 6 видов |  |             |             |  |
|  | отдел Цветковые, или Покрытосеменные |  |                                                             |                                                             | семейство Водокрасовые |  |                                           |                                              | род Элодея                                   |  |         |  |             |             |  |
|  | отдел Цветковые, или Покрытосеменные |  |                                                             |                                                             |                        |  |                                           |                                              |                                              |  |         |  |             |             |  |
|  |                                      |  | ещё 44 порядка цветковых растений (согласно Системе APG II) | ещё 44 порядка цветковых растений (согласно Системе APG II) |                        |  |                                           | ещё 3 подсемейства (согласно Системе APG II) | ещё 3 подсемейства (согласно Системе APG II) |  |         |  |             |             |  |
|  |                                      |  |                                                             | ещё 44 порядка цветковых растений (согласно Системе APG II) |                        |  |                                           |                                              | ещё 3 подсемейства (согласно Системе APG II) |  |         |  |             |             |  |

### Синонимы
- Anacharis Rich. (1811), nom. illeg.
- Apalanthe Planch. (1848)
- Diplandra Bertero (1829)
- Egeria Planch. (1849) — Эгерия
- Hydora Besser (1832)
- Philotria Raf. (1818)
- Serpicula Pursh (1816), nom. illeg.
- Udora Nutt. (1818)

### Виды
Согласно сайту Plants of the World Online род насчитывает 9 видов:
- Elodea bifoliata H.St.John
- Elodea callitrichoides (Rich.) Casp.
- Elodea canadensis Michx. — Элодея канадская
- Elodea densa (Planch.) Casp. — Элодея густая
- Elodea granatensis Humb. & Bonpl.
- Elodea heterostemon (S.Koehler & C.P.Bove) Byng & Christenh.
- Elodea najas (Planch.) Casp.
- Elodea nuttallii (Planch.) H.St.John
- Elodea potamogeton (Bertero) Espinosa